# The Devil and Miss Jones
The Devil and Miss Jones (bra O Diabo É a Mulher) é um filme estadunidense de 1941, do gênero comédia romântica, dirigido por Sam Wood e estrelado por Jean Arthur e Robert Cummings. 
Charles Coburn recebeu uma indicação ao Oscar, na categoria de Melhor Ator Coadjuvante. Outra indicação foi para o roteiro, assinado por Norman Krasna.

## Sinopse
O homem mais rico do mundo, resolve empregar-se anonimamente como vendedor de sapatos em sua loja de departamentos, no intuito de descobrir os líderes de um movimento por melhores salários e condições de trabalho. No entanto, à medida que conhece melhor a dura realidade de seus empregados, ele compreende a legitimidade do movimento. Não bastasse isso, ele se apaixona por Elizabeth, um dos líderes da sublevação.

## Principais premiações
| Prêmio | Categoria                                                        | Situação |
| ------ | ---------------------------------------------------------------- | -------- |
| Oscar  | Melhor ator coadjuvante (Charles Coburn) Melhor roteiro original | Indicado |

## Elenco
| Ator/Atriz          | Personagem               |
| ------------------- | ------------------------ |
| Jean Arthur         | Mary Jones               |
| Robert Cummings     | Joe O'Brien              |
| Charles Coburn      | John P. Merrick          |
| Edmund Gwenn        | Hooper                   |
| Spring Byington     | Elizabeth Ellis          |
| S. Z. Sakall        | Mordomo de Merrick       |
| William Demarest    | Detetive                 |
| Walter Kingsford    | Allison, o gerente geral |
| Montagu Love        | Harrison                 |
| Richard Carle       | Oliver                   |
| Charles Waldron     | Needles                  |
| Edwin Maxwell       | Withers                  |
| Edward McNamara     | Sargento                 |
| Robert Emmett Keane | Tom Higgins              |
| Florence Bates      | Vendedora                |